# Lagoa III
Lagoa III es una localidad caboverdiana del municipio de Ribeira Grande.

## Geografía
La localidad está situada en la isla de Santo Antão.

## Organización territorial
La localidad abarca los lugares y barrios de:
- Campainha
- Chã Branca Gateia
- Chã de Lagoa
- Covada d'Água
- Covoada Funda
- Fundo de América
- Lagoa
- Lagoinha
- Matinho
- Recanto de Ribeirão Largo
- Ribeirão Esfigueiras